# William Parker (zenész)
William Parker (New York, 1952. január 10. – ) amerikai nagybőgős, multi-instrumentista. Zeneszerző, oktató, író. Játszik basszusgitáron, sakuhacsin (dupla náddal), tubán, ngonin és guembrin.

## Pályakép
Nem tanult professzionális körülmények között zenét, csak Jimmy Garrisontól, Richard Davistől és Wilbur Ware-től vett leckéket.
Az 1990-es évek eleje óta  nemzetközi figyelem kísérte, elsősorban Cecil Taylor zenekarában. Játszott a David S. Ware Quartettel és Peter Brötzmann különböző együtteseseiben is. Olyan zenészekkel is dolgozott, dolgozik, mint Matthew Shipp, Hamid Drake, Bill Dixon, Charles Gayle, Roscoe Mitchell, Butch Morris, Frank Lowe, Billy Bang, Fred Anderson, Derek Bailey, Tony Oxley, és mások.
Peter Kowald emlékére társaival közösen felvette az After You've Gone című albumot. Az Amazon.com beválasztotta a 100 legjobb válogatások közé 2005-ben.
Tagja az Other Dimensions in Music zenész-szervezetnek. Feleségével, Patricia Nicholson táncosnővel megalapította a Vision Fesztivált New Yorkban.
2007 márciusában megjelent Parker könyve, (kié a zene?) Kölnben, amellyben politikai gondolatait, zeneelméleti esszéit és verseit tette közzé.

## Lemezválogatás
- Jemeel Moondoc und William Parker: New World Pygmies (1998)
- Jemeel Moondoc und William Parker: New World Pygmies Vol. 2 (2001)
- Petit Oiseau (2008)
- For Those Who Are, Still (2015)
- Toxic: This Is Beautiful Because We Are Beautiful People (ESP-Disk, 2017), mit Matthew Shipp, Mat Walerian
- In Order to Survive: Live/Shapeshifter (2019)
- Okuden Quartet: Every Dog Has Its Day But It Doesn’t Matter Because Fat Cat Is Getting Fatter (2020)
- Dopolarians: The Bond (2021)
- Mayan Space Station (2021)
- Painters Winter (2021)
- Matthew Shipp/William Parker: Re:Union (2021)
- Whit Dickey / William Parker / Matthew Shipp: Village Mothership (2021)
- Francisco Mela, Matthew Shipp, William Parker: Music Frees Our Souls Vol. 1 (2021)
- Andrew Cyrille, William Parker & Enrico Rava: 2 Blues for Cecil (TUM, 2022)
- Peter Brötzmann, Milford Graves & William Parker: Historic Music Past Tense Future (Black Editions Archive, 2002, 2022)
- Daniel Carter, Matthew Shipp, William Parker, Gerald Cleaver: Welcome Adventure! Vol. 2 (2022)
- Universal Tonality (2002, 2022)